# Jaci Antonio Louzada Tupi Caldas
 Jaci Antonio Louzada Tupi Caldas  (Também assinava: Jacy Antonio Louzada Tupy Caldas, mas era mais conhecido como Tupi Caldas.). Deu contribuições a paleontologia descrevendo alguns animais encontrados no Rio Grande do Sul. 

## Biografia
Viveu em Porto Alegre, foi professor da escola militar e membro do Instituto Histórico e Geográfico do Rio Grande do Sul, formado em Farmácia - em 1917 pela Faculdade de Medicina de Porto Alegre. Na paleontologia ajudou a descrever o Dinodontosaurus pedroanum e  Hyperodapedon mariensis.